# Îlotage

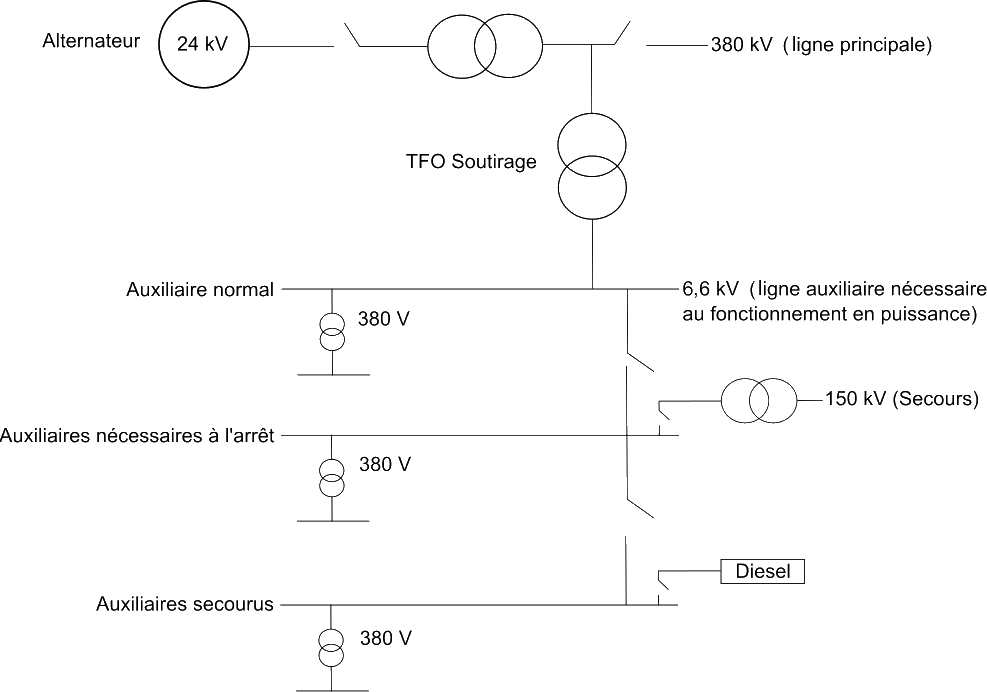
Schéma simplifié de la distribution électrique d'un réacteur électrogène

En ingénierie nucléaire, un îlotage est un régime de fonctionnement d'un réacteur nucléaire. Il consiste à isoler le réacteur du réseau électrique externe, tout en le maintenant en puissance. Le réacteur ne produit via son alternateur que l'énergie électrique nécessaire à son fonctionnement tout en étant coupé du réseau électrique (ouverture du disjoncteur desservant la ligne principale). 
Par extension, l'îlotage désigne la transition vers ce régime de fonctionnement.
L'îlotage est un moyen de maintenir le réacteur dans un état sûr lors de défaillances du réseau électrique. 
Il permet d'assurer la sécurité du réacteur en cas de défaillance du réseau électrique, et de reprendre rapidement la production sur le réseau après un black-out. Le passage du régime normal de production à pleine puissance à l'état d'îlotage est le transitoire le plus important que peut subir l'installation. Il est susceptible de déclencher les protections turbine et réacteur. C'est pourquoi l'essai périodique d'îlotage, consistant à couper l'alimentation électrique principale à pleine puissance, permet de s'assurer du bon réglage des nombreuses chaînes de régulation de l'installation.
Dans les centrales nucléaires françaises, l'échec de l'îlotage génère un arrêt automatique du réacteur par perte de l'alimentation des pompes primaires (qui assurent le refroidissement du cœur), et un basculement sur la source extérieure auxiliaire (225 kV) de l'alimentation de ses systèmes importants pour la sûreté. La puissance fournie par cette source auxiliaire ne permettant pas l'alimentation des pompes primaires, le refroidissement du cœur s'effectue alors par thermosiphon (c'est-à-dire par convection naturelle). Le redémarrage de l'installation ne pourra se produire que si l'alimentation extérieure principale est rétablie. On voit donc qu'en cas de défaillance du réseau extérieur, de la capacité des tranches à réussir l'îlotage dépendront les conséquences de cette défaillance : une fois supprimé le défaut à l'origine de la panne, le réseau sera rétabli à partir des tranches dont l'îlotage a réussi. L'essai d'îlotage est un élément fondamental de la sûreté du réseau.
Dans les centrales nucléaires françaises, des essais d’îlotage sont réalisés pour chaque réacteur tous les 4 ans,.
Contrairement à ce qui est parfois affirmé, le test ayant conduit à l'accident de Tchernobyl du 26 avril 1986 n'est pas strictement dit un essai d'îlotage. Il s'agissait plutôt de vérifier que l'inertie de la turbine est suffisante pour alimenter les systèmes de secours, en attendant que les générateurs diesel prennent le relai, avec pour objectif d'arrêter le réacteur et non de le garder en fonctionnement.

## Sites isolés
Dans le domaine des énergies renouvelables, un système en îlotage est un système de production d'électricité autonome exploité pour alimenter des consommateurs dans des régions isolées (n'ayant pas accès au réseau électrique public).